# ...Sčast'ja v ličnoj žizni!
...Sčast'ja v ličnoj žizni! (in russo ...Счастья в личной жизни!?) è il ottavo album in studio della cantante russa Alla Pugačëva, pubblicato nel febbraio 1986 dalla Melodija.

## Tracce
Musiche di Igor' Nikolaev.
Lato A
1. Sto druzej – 3:35 (testo: Pavel Žagun)
2. Želaju sčast'ja v ličnoj žizni – 4:05 (testo: Pavel Žagun)
3. Paromščik – 3:37 (testo: Nikolaj Zinov'ev)
4. Balet – 4:27 (testo: Il'ja Reznik)

Lato B
1. Prosti, pover' – 3:50 (testo: Igor' Nikolaev)
2. Balaljka – 3:52 (testo: Michail Tanič)
3. Stekljannye cvety – 3:50 (testo: Pavel Žagun)
4. Dve zvezdy (con Vladimir Kuz'min) – 3:57 (testo: Igor' Nikolaev)

## Classifiche

### Classifiche mensili
| Classifica (1986–87) | Posizione massima |
| -------------------- | ----------------- |
| Unione Sovietica     | 2                 |

### Classifiche di fine anno
| Classifica (1986) | Posizione |
| ----------------- | --------- |
| Unione Sovietica  | 2         |
| Classifica (1987) | Posizione |
| Unione Sovietica  | 7         |